# Ebba Hedqvist

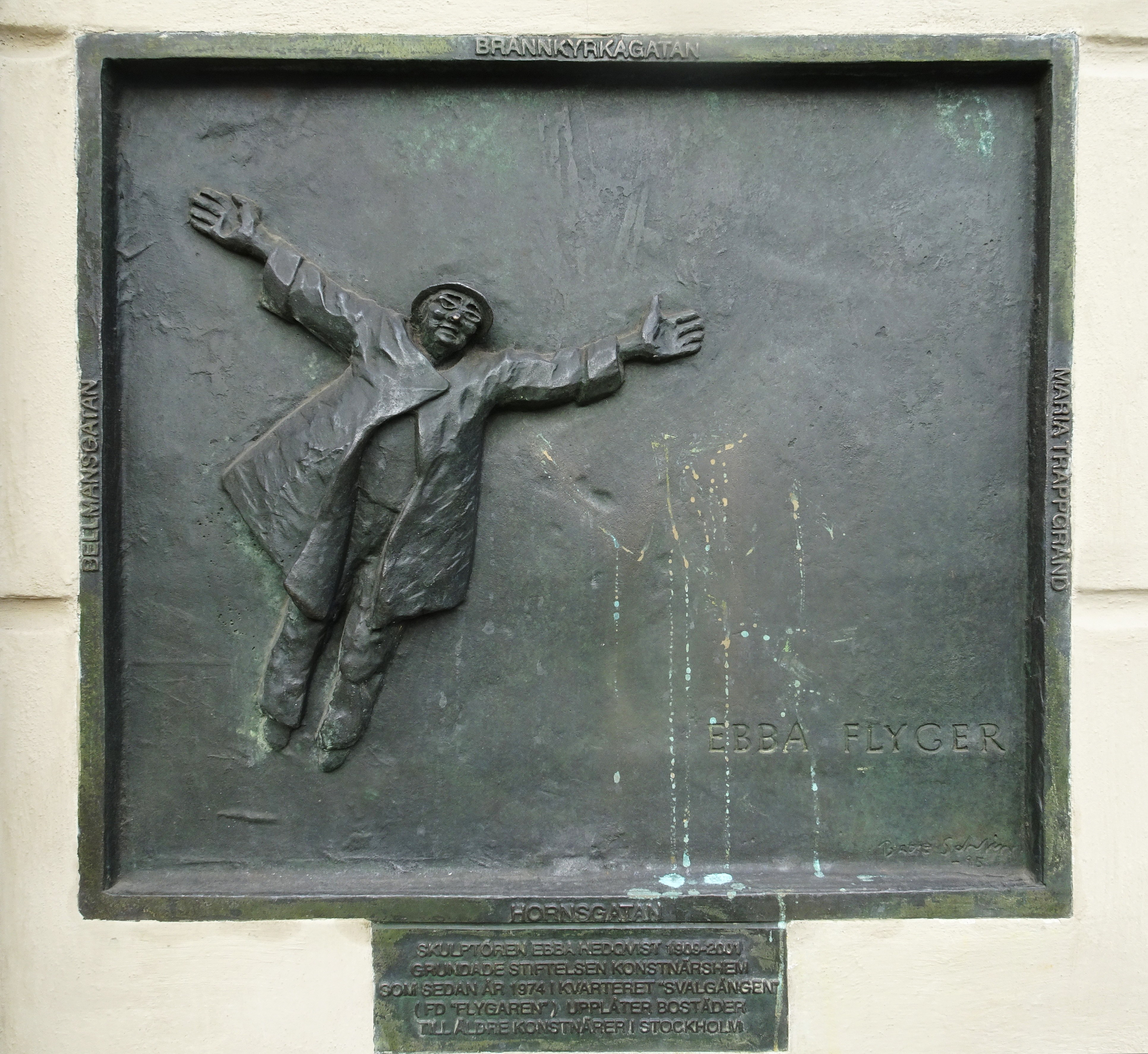
Minnestavla Ebba flyger av Batte Sahlin på kvarteret Svalgången, Stockholm.

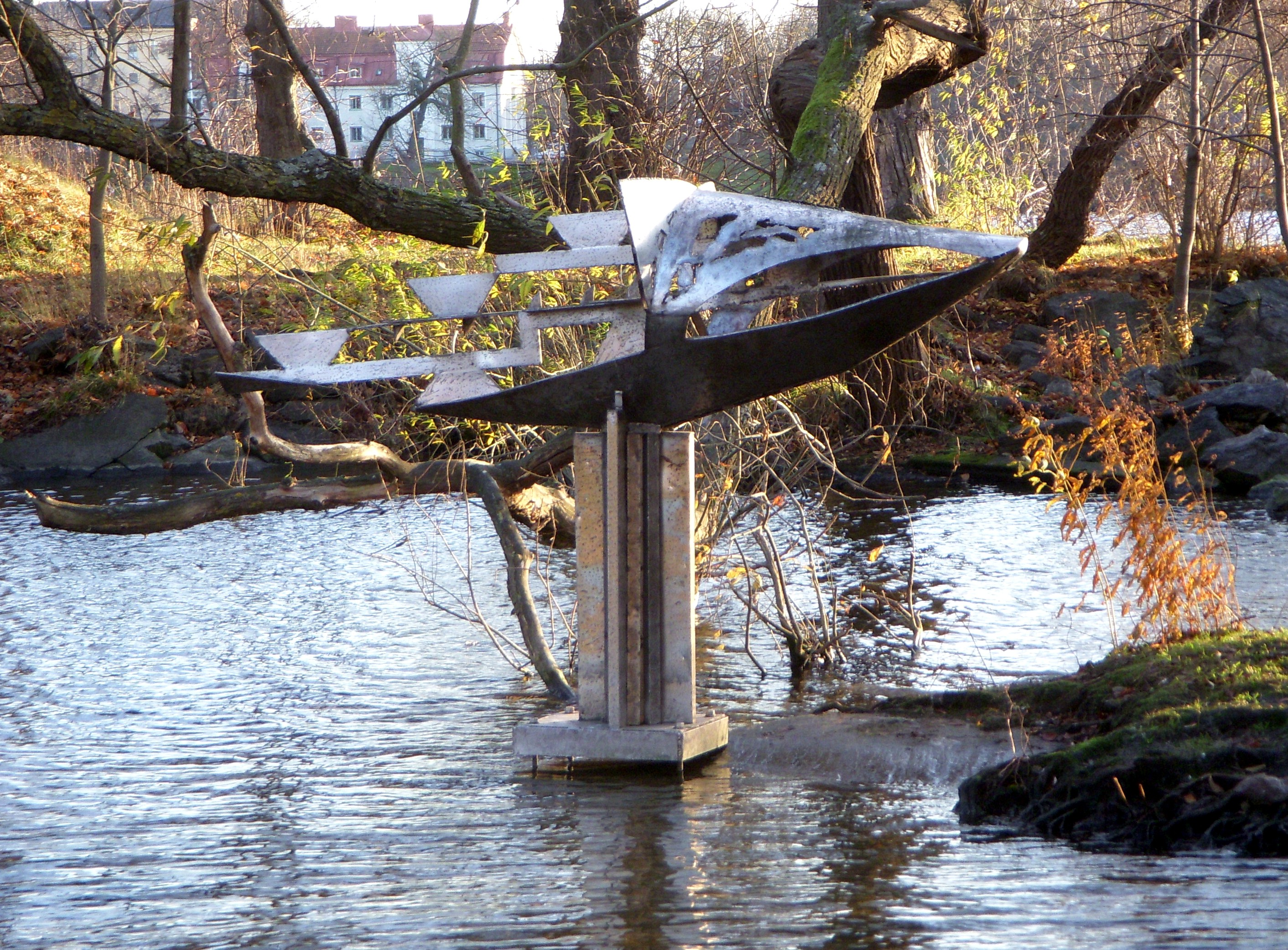
Ebba Hedqvists Fiskfossil

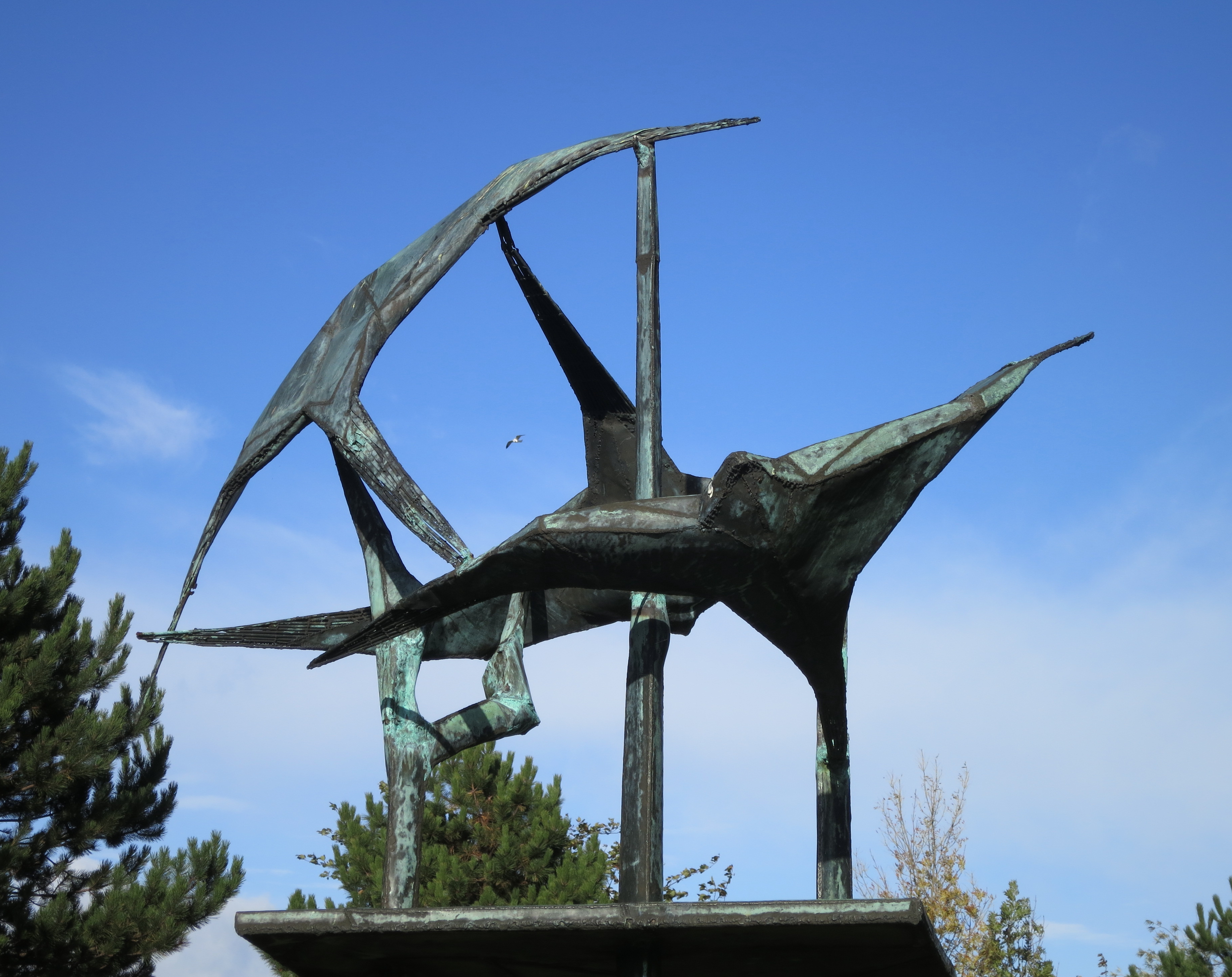
Svalorna i Malmö

Ebba Alida Hedqvist, född 6 mars 1909 i Öjebyn i Piteå landsförsamling, död 10 december 2001 i Adolf Fredriks församling i Stockholm, var en svensk målare och skulptör.

## Biografi
Ebba Hedqvist var dotter till sågverksarbetaren Ernst Johan Hedqvist och Hanna Fredrika Berglund. Hon studerade under 1940-talet i Rom och Paris och debuterade 1943. År 1961 var hon initiativtagare till bildandet av Stiftelsen Konstnärshem som i kvarteret Svalgången på Södermalm i Stockholm upplåter bostäder till äldre konstnärer. En minnestavla Ebba flyger av Batte Sahlin finns uppsatt på husets fasad.
Hon hade många samlingsutställningar i Stockholm och finns representerad på Nationalmuseum] med en skulptur i terrakotta, Flickhuvud från 1950. Mest kända för allmänheten är hennes skulpturer i offentliga parker och anläggningar, bland annat i Stockholm, till exempel Laura på Norrmalmstorg, Fiskfossil från 1985 i rostfritt stål, som står i vattnet mellan Smedsudden och Smedsuddsbadet, och Före entrén i brons i Ekholmens centrum i Linköping.

## Offentliga verk i urval
- Arbetsdag, granitrelief, 1960, utanför Framnäs folkhögskola i Öjebyn
- Laxhoppet, koppar, Vattenfall i Råcksta i Stockholm
- Sjösättning, brons, 1962, Piteå
- Forsfärd, 1963, Porsi
- Vågen, fontän i koppar, 1966, Söderby sjukhus i Stockholm
- Svalorna, brons, 1968, Sörbäcksgatan 30, Kroksbäck i Malmö
- Gryning, koppar, 1968, Tunastigen i Notviken i Luleå
- Laura, koppar, 1970, Norrmalmstorg i Stockholm
- Speed, guldbelagd mässing, 1971, Brokindsleden mitt emot Ekholmens centrum i Linköping
- Expansion, rostfri konstruktion klädd med koppar, 1975, utanför Piteå stadshus
- Fiskfossil, rostfritt stål, 1985, Smedsudden i Stockholm
- Före entrén, brons, 1973, Ekholmens centrum i Linköping
- Fåglar, koppar, Malmö
- Armbrytande pojkar, vid Malmabergsskolan i Västerås och på Forsmarks Block 3 i Forsmark